# Népakarat (folyóirat, 1933)
A Népakarat az 1933-ban szervezkedő Országos Magyarpárti Ellenzék (OMPE) lapja, melyet baloldalisága miatt elindulása után hamarosan betiltott a romániai cenzúra. A szervezkedő ellenzék Magyar Dolgozók Szövetsége (MADOSZ) néven önállósult, s a betiltott lap helyébe Székelyföldi Néplap címen új lapot indított Marosvásárhelyen.